# Torre Chocavento
La Torre Chocavento (o Edificio Chocavento) es un edificio de oficinas de gran altura ubicado en la avenida Enrique Canaval y Moreyra, en el distrito de San Isidro, ciudad de Lima, capital de Perú. Fue inaugurado en 2001. Con una altura de 105 metros, es el sexto edificio más alto en el Perú. El edificio tiene 24 pisos y cinco sótanos y su construcción costó 15,3 millones de dólares estadounidenses. Fue diseñado por el estudio de arquitectura Guillermo Málaga Architects.